# Бернхард Якоб Леберехт Карл фон дер Шуленбург
Бернхард Якоб Леберехт Карл фон дер Шуленбург (на немски: Bernhard Jakob Leberecht Karl, Graf von der Schulenburg; * 1835; † 9 юли 1866 при Кьонигсгрец/Храдец Кралове, Чехия) е граф от клон „Бялата линия“ на род „фон дер Шуленбург“ от Алтенхаузен в Алтмарк в Саксония-Анхалт.
Той е единствен син на граф Вилхелм Леополд фон дер Шуленбург (1801 – 1855) и съпругата му Анна Августа фон Трота (1809 – 1882). Внук е на граф Август Карл Якоб фон дер Шуленбург (1764 – 1838) и втората му съпруга Мария Луиза фон Клайст (1772 – 1827). Племенник е на Бернхард Август фон дер Шуленбург (1809 – 1872) и Фридрих Готлоб Якоб фон дер Шуленбург (1818 – 1893).

## Фамилия
Бернхард Якоб Леберехт Карл фон дер Шуленбург се жени за фрайин Анна Книге (* 1836; † 8 юли 1918). Те имат една дъщеря:
- Анна Жанета Ернестина Каролина фон дер Шуленбург (* 1861; † 4 март 1935, Хановер), омъжена за фрайхер Бертхолд фон Райзвиц и Кадерцин (* 1856; † 14 март 1911, Вендрин)